# Người Yami
Người Yami (tiếng Trung: 雅美族; bính âm: Yǎměi zú, Hán Việt: Nha Mĩ tộc), còn gọi là người Tao (tiếng Trung: 達悟族; bính âm: Dá wù zú, Hán Việt: Đạt Ngộ tộc) , là một dân tộc Nam Đảo sống trên hòn đảo nhỏ bé Lan Tự, Đài Loan. Họ thường được gọi là người Yami, theo cách một nhà nhân loại học gọi họ. Tuy vậy, cư dân trên đảo gọi bản thân là người "Tao". Người Tao có quan hệ với thổ dân Đài Loan lẫn người Philippines, và vẫn gìn giữ phong tục tập quán riêng.
Năm 2019 Joshua Project ghi nhận dân số Yami khoảng 4.500 người.
Người Tao trên đảo sinh nhai bằng nghề đánh bắt cá. Sự gắn kết giữa người Tao với nghề đánh cá và biển cả không đơn thuần là sinh tồn. Lối sống truyền thống dần hao mòn do sự di dân sang đảo lớn Đài Loan nhằm tìm kiếm việc làm và theo đuổi giáo dục.

## Nguồn gốc

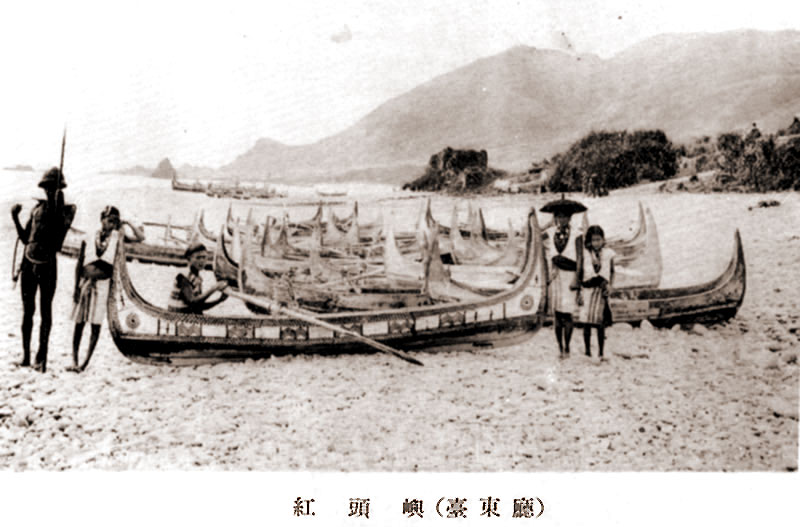
Người Tao trên bờ biển Lan Tự, khoảng năm 1931.